# 메이 페인골드
메이 페인골드(히브리어: מיי פיינגולד, 영어: Mei Finegold, 1982년 12월 16일 ~ )는 이스라엘의 가수이다. 이스라엘의 음악 경연 프로그램 《코하브 놀라드》 시즌 7에 참가해 3위를 하며 이름을 알렸다. 유로비전 송 콘테스트 2014에 이스라엘 대표로 참가했다.